# Teachers Village (Newark)
Teachers Village es un vecindario centrado alrededor de Halsey Street en Newark, Nueva Jersey (Estados Unidos). Está ubicado en el centro de Newark en el cuadrante suroeste del distrito histórico Four Corners, al sur de Market Street (SoMa) en Central Ward entre Prudential Center y Springfield/Belmont.
Teachers Village fue desarrollado originalmente por RBH y fue diseñado por el hijo nativo de Newark, Richard Meier. El proyecto de ocho edificios y 37 161 m² transformó cinco cuadras en la ciudad, lo que resultó en 204 apartamentos de precio moderado, tres escuelas chárter, espacio abierto y 6038 m² de espacio comercial.
La obra comenzó en 2012. Algunos edificios, aunque tienen más de 100 años, se consideraron prescindibles en la planificación de un desarrollo mayor. Con ese fin, la demolición y el reemplazo de algunos llevaron a la creación de un corredor comercial a lo largo de la calle Halsey. Goldman Sachs comprometió 100 millones de dólartes para el proyecto. Este se completó en 2018.
El proyecto ha estimulado otras construcciones nuevas y renovaciones en el vecindario como los edificios de uso mixto, William Flats, el Vibe de 19 pisos aprobado y el Halo de 40 pisos planificado. así como nuevos restaurantes, tiendas, bancos y un mercado de alimentos planificado al estilo Eataly. En las calles Washington y William, un antiguo edificio de oficinas se está elevando y transformando en residencias.
Teachers Village es el núcleo de una remodelación más amplia para el distrito llamado SoMa, abreviatura de South Market Street. El plan maestro requiere más de 15 millones de pies cuadrados de área de desarrollo en 93 077 m² en el vecindario.

## Galería

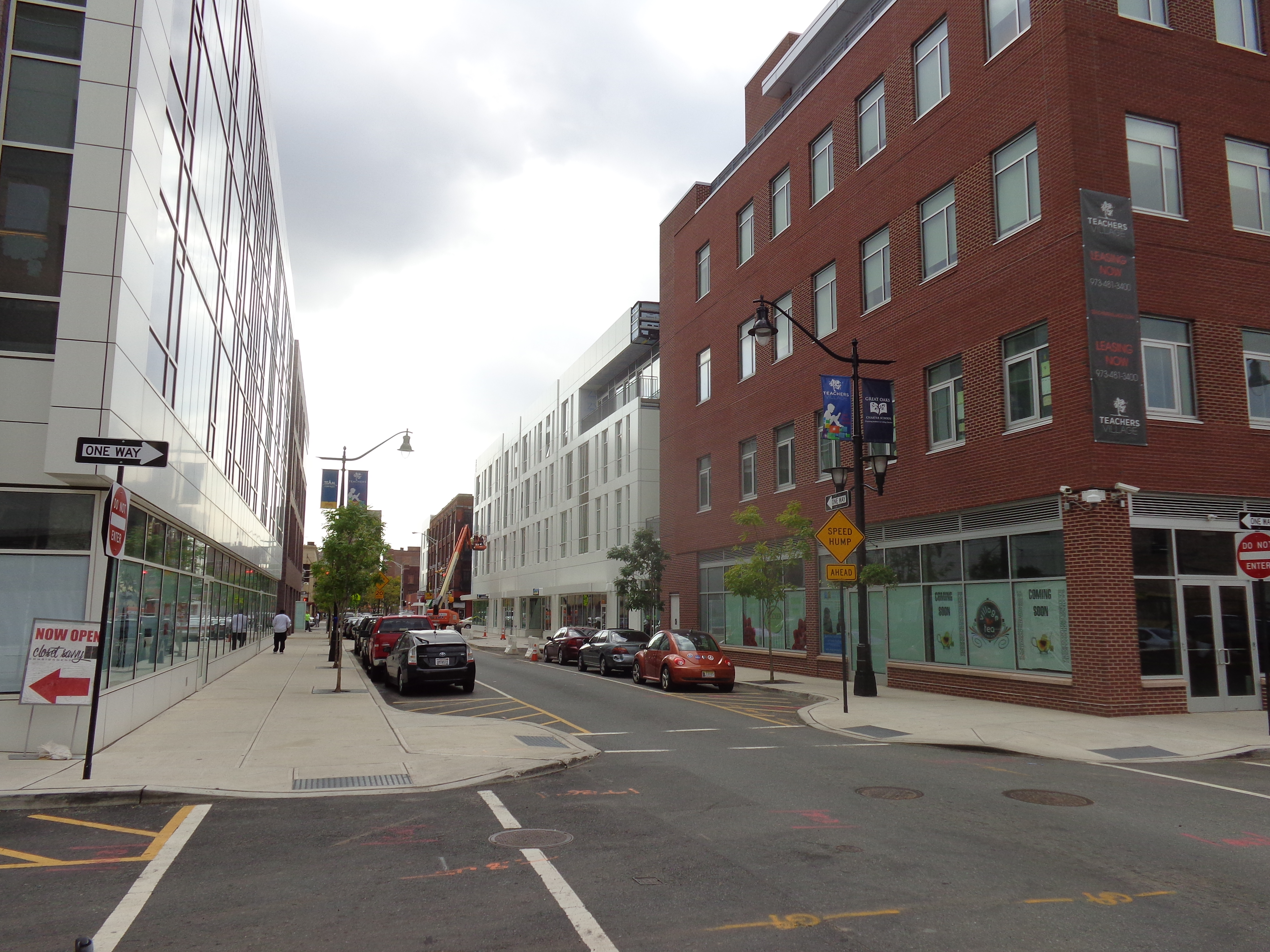
Halsey en Maiden Lane
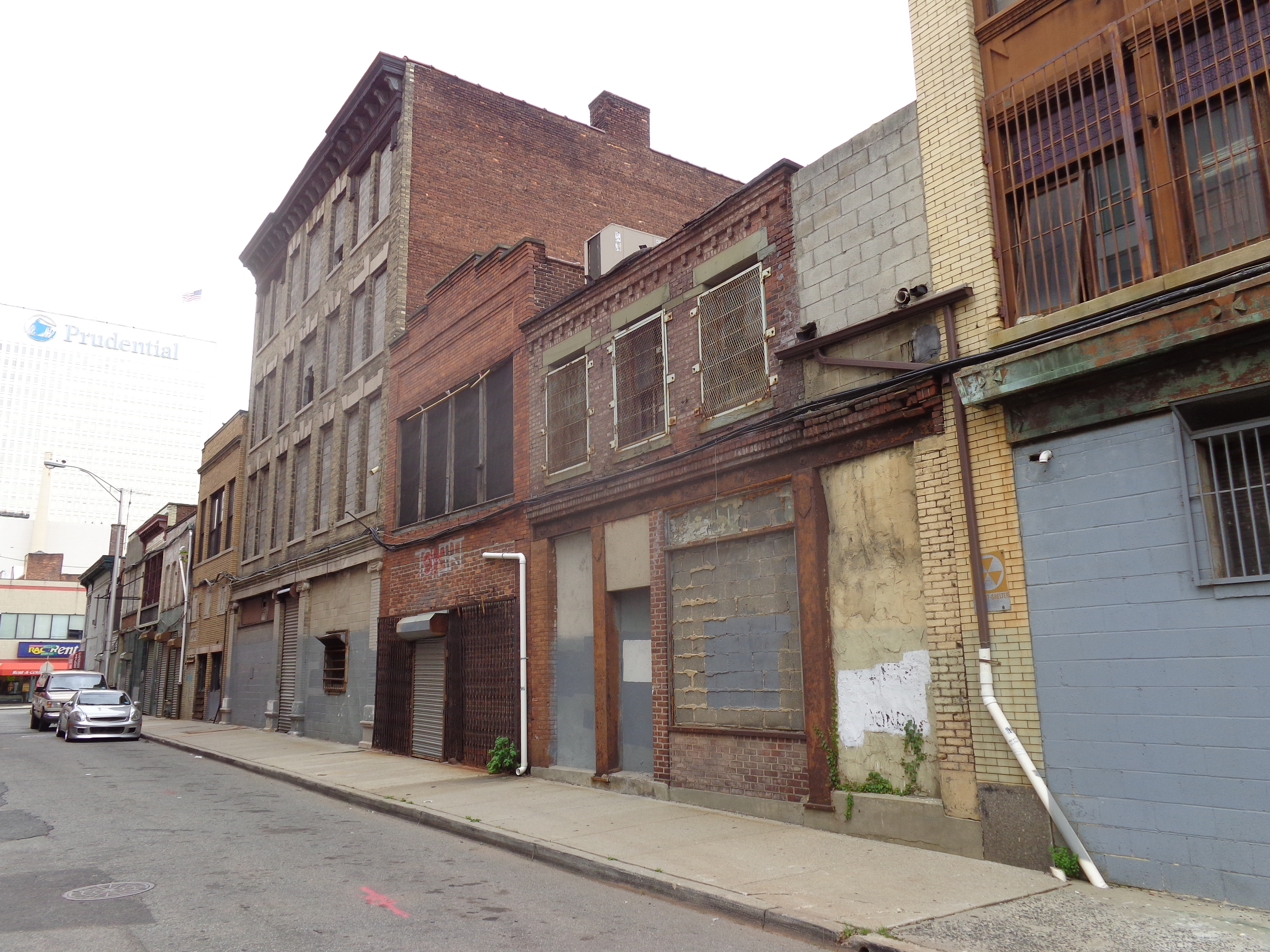
Treat Place
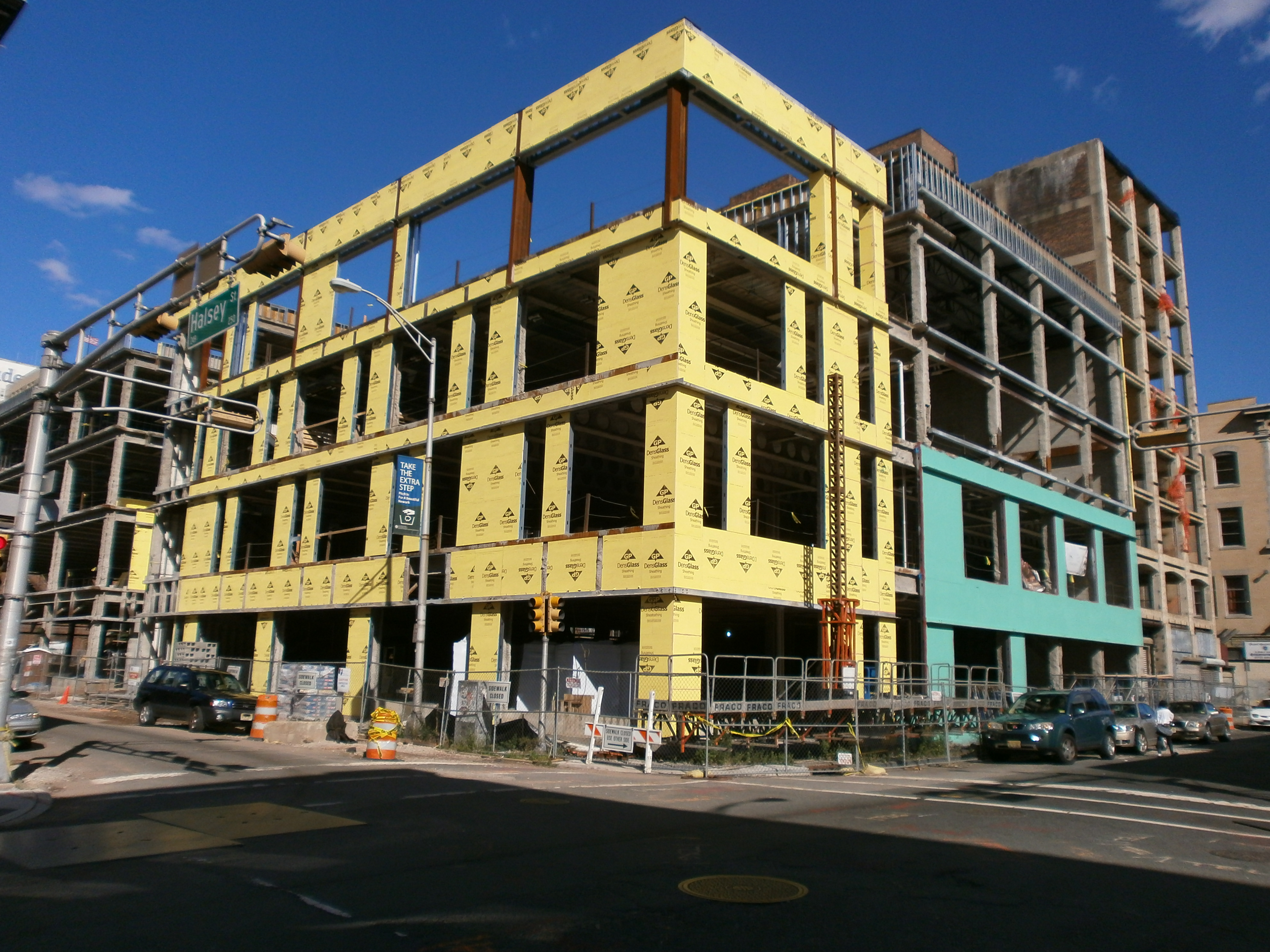
Construcción en la calle Halsey